# 74370 Kolářjan
(74370) Kolářjan, denumire internațională (74370) Kolarjan, este un asteroid din centura principală de asteroizi.

## Descriere
74370 Kolářjan este un asteroid din centura principală de asteroizi. A fost descoperit pe 9 decembrie 1998 la Observatorul Kleť de Miloš Tichý și Jana Tichá. Asteroidul prezintă o orbită caracterizată de o semiaxă mare de 2,80 ua, o excentricitate de 0,24 și o înclinație de 10,0° în raport cu ecliptica.